# Dolken (film)
Dolken er en amerikansk stumfilm fra 1918 af Edward José.

## Medvirkende
- Lina Cavalieri - Leonora
- Gertrude Robinson - Nina
- Raymond Bloomer
- Robert Cain - Phillip Gardiner
- Clarence HandysideStuart
- Mathilde Brundage
- Leslie Austin - Paul Spencer
- Corene Uzzell - Cleo
- Lucien Muratore
- Estar Banks